# Challenger de Scheveningen

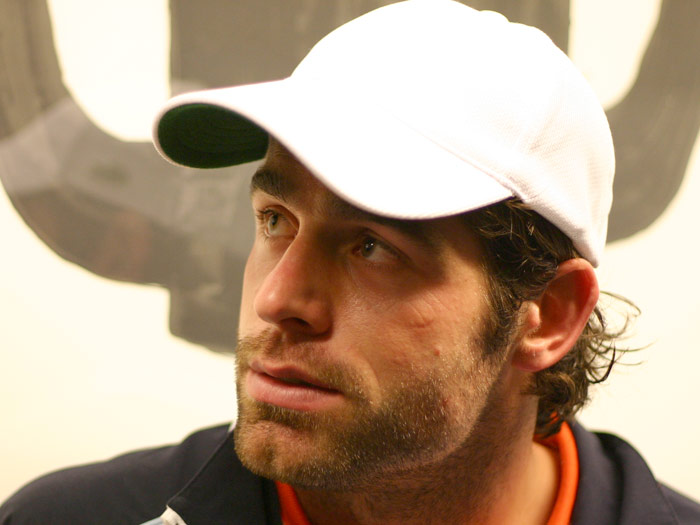
El holandés Raemon Sluiter es el jugador más laureado del torneo al ganar 3 títulos en individuales y otros 3 en dobles.

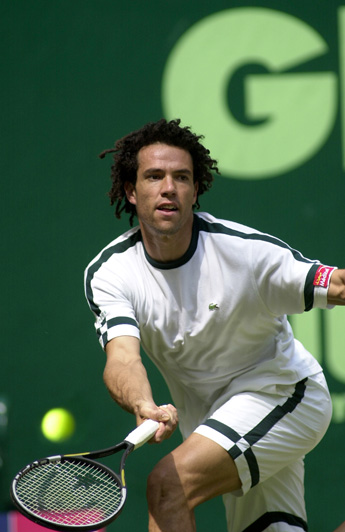
El marroquí Younes El Aynaoui fue campeón del torneo individual en 1998

El torneo Sport 1 Open previamenete denominado The Hague Open es un torneo profesional de tenis disputado en pistas de polvo de ladrillo.Pertenece al ATP Challenger Series. Se juega desde el año 1993 sobre tierra batida, en Scheveningen, Holanda.

## Palmarés

### Individuales
| Año  | Campeón                    | Finalista          | Resultado              |
| ---- | -------------------------- | ------------------ | ---------------------- |
| 2017 | Guillermo García López (2) | Ruben Bemelmans    | 6–1, 6–73, 6–2         |
| 2016 | Robin Haase                | Adam Pavlásek      | 6–4, 6–79, 6–2         |
| 2015 | Nikoloz Basilashvili       | Andrey Kuznetsov   | 7–63, 6–74, 3-6        |
| 2014 | David Goffin               | Andreas Beck       | 6-3, 6-2               |
| 2013 | Jesse Huta Galung (2)      | Robin Haase        | 6-3, 6-72, 6-4         |
| 2012 | Jerzy Janowicz             | Matwé Middelkoop   | 6-2, 6-2               |
| 2011 | Steve Darcis               | Marsel İlhan       | 6-3, 4-6, 6-2          |
| 2010 | Denis Gremelmayr           | Thomas Schoorel    | '7-5, 6-4              |
| 2009 | Kristof Vliegen            | Albert Montañés    | 4-2r                   |
| 2008 | Jesse Huta Galung (1)      | Diego Hartfield    | 6–3, 6–4               |
| 2007 | Pablo Cuevas               | Dominik Meffert    | 6–3, 6–4               |
| 2006 | Guillermo García López (1) | Albert Montañés    | 0–6, 6–3, 6–4          |
| 2005 | Melle van Gemerden         | Kristof Vliegen    | 6–4, 6–3               |
| 2004 | Peter Wessels              | Raemon Sluiter     | 7–5, 7–6(7)            |
| 2003 | Todd Larkham               | Diego Veronelli    | 7–6(4), 4–6, 6–4       |
| 2002 | Raemon Sluiter (2)         | Salvador Navarro   | 7–6(6), 6–7(3), 7–6(4) |
| 2001 | Raemon Sluiter (1)         | Paul-Henri Mathieu | 6–3, 6–4               |
| 2000 | Nicolas Coutelot           | Martín Rodríguez   | 6–3 retired            |
| 1999 | Emilio Benfele Álvarez     | Martin Verkerk     | 6–3, 3–6, 3–2 retired  |
| 1998 | Younes El Aynaoui          | Martín Rodríguez   | 6–3, 6–1               |
| 1997 | Ion Moldovan               | Salvador Navarro   | 3–6, 7–5, 6–2          |
| 1996 | Dennis van Scheppingen     | Dominik Hrbatý     | 4–6, 6–3, 6–2          |
| 1995 | Jordi Arrese               | Andrei Pavel       | 6–3, 6–7, 6–4          |
| 1994 | Francisco Clavet           | Karol Kučera       | 3–6, 7–5, 6–2          |
| 1993 | Simon Youl                 | Bart Wuyts         | 7–5, 1–6, 6–4          |

### Dobles
| Año  | Campeones                                | Finalistas                            | Resultado           |
| ---- | ---------------------------------------- | ------------------------------------- | ------------------- |
| 2017 | Sander Gillé Joran Vliegen               | Jozef Kovalík Stefanos Tsitsipas      | 6–2, 4–6, [12–10]   |
| 2016 | Wesley Koolhof (2) Matwé Middelkoop      | Tallon Griekspoor Tim van Rijthoven   | 6–1, 3–6, [13–11]   |
| 2015 | Ariel Behar Eduardo Dischinger           | Aslan Karatsev Andrey Kuznetsov       | 0–0 retiro          |
| 2014 | Matwé Middelkoop Boy Westerhof (3)       | Martin Fischer Jesse Huta Galung      | 6-4, 3-6, 10-6      |
| 2013 | Antal van der Duim (2) Boy Westerhof (2) | Gero Kretschmer Alexander Satschko    | 6–3, 6-3            |
| 2012 | Antal van der Duim (1) Boy Westerhof (2) | Rameez Junaid Simon Stadler           | 6–4, 5–7, [10–7]    |
| 2011 | Colin Ebelthite Adam Feeney              | Rameez Junaid Sadik Kadir             | 6–4, 6–7(5), [10–7] |
| 2010 | Franco Ferreiro Harsh Mankad             | Rameez Junaid Philipp Marx            | 6–4, 3–6, [10–7]    |
| 2009 | Lucas Arnold Ker Máximo González         | Thomas Schoorel Nick van der Meer     | 7–5, 6–2            |
| 2008 | Rameez Junaid Philipp Marx               | Matwe Middelkoop Melle van Gemerden   | 5–7, 6–2, [10–6]    |
| 2007 | Raemon Sluiter (2) Peter Wessels         | Rohan Bopanna Pablo Cuevas            | 7–6(6), 7–5         |
| 2006 | Guillermo García López Salvador Navarro  | Marc Gicquel Édouard Roger-Vasselin   | 6–4, 0–6, 11–9      |
| 2005 | Julien Benneteau Édouard Roger-Vasselin  | Steve Darcis Kristof Vliegen          | 5–7, 7–5, 7–6(5)    |
| 2004 | Paul Logtens Raemon Sluiter (1)          | Enzo Artoni Juan Pablo Brzezicki      | 6–2, 7–5            |
| 2003 | Fred Hemmes, Jr. Edwin Kempes (2)        | Óscar Hernández Salvador Navarro      | 3–6, 6–4, 6–3       |
| 2002 | Edwin Kempes (1) Martin Verkerk          | Mariano Hood Sebastián Prieto         | 6–4, 6–4            |
| 2001 | Jordan Kerr Grant Silcock                | Brandon Coupe Tim Crichton            | 6–3, 6–4            |
| 2000 | Paul Hanley Nathan Healey                | Marcus Hilpert Thomas Strengberger    | 6–2, 1–6, 6–3       |
| 1999 | Eyal Ran Tom Vanhoudt                    | James Greenhalgh Paul Rosner          | 6–4, 6–4            |
| 1998 | Agustín Calleri Tobias Hildebrand        | Sebastián Prieto Martín Rodríguez     | 6–2, 3–6, 6–2       |
| 1997 | Álex Calatrava Tom Vanhoudt              | Raemon Sluiter Peter Wessels          | 6–7, 6–2, 7–6       |
| 1996 | Brandon Coupe Paul Rosner                | Martijn Bok Dennis van Scheppingen    | 6–1, 3–6, 6–0       |
| 1995 | Andrei Pavel Eyal Ran                    | Emilio Benfele Álvarez Jose Imaz-Ruiz | 6–4, 6–4            |
| 1994 | Marten Renström Mikael Tillström         | Stephen Noteboom Tom Vanhoudt         | 3–6, 7–5, 6–3       |
| 1993 | Nils Holm Lars-Anders Wahlgren           | Jacco Eltingh Paul Haarhuis           | 6–1, 6–2            |